# Maisse
Maisse é uma comuna francesa localizada a cinquenta e dois quilômetros ao sul de Paris, no departamento de Essonne na região da Ilha de França.
Seus habitantes são chamados Maissois.

## Geografia

### Transportes

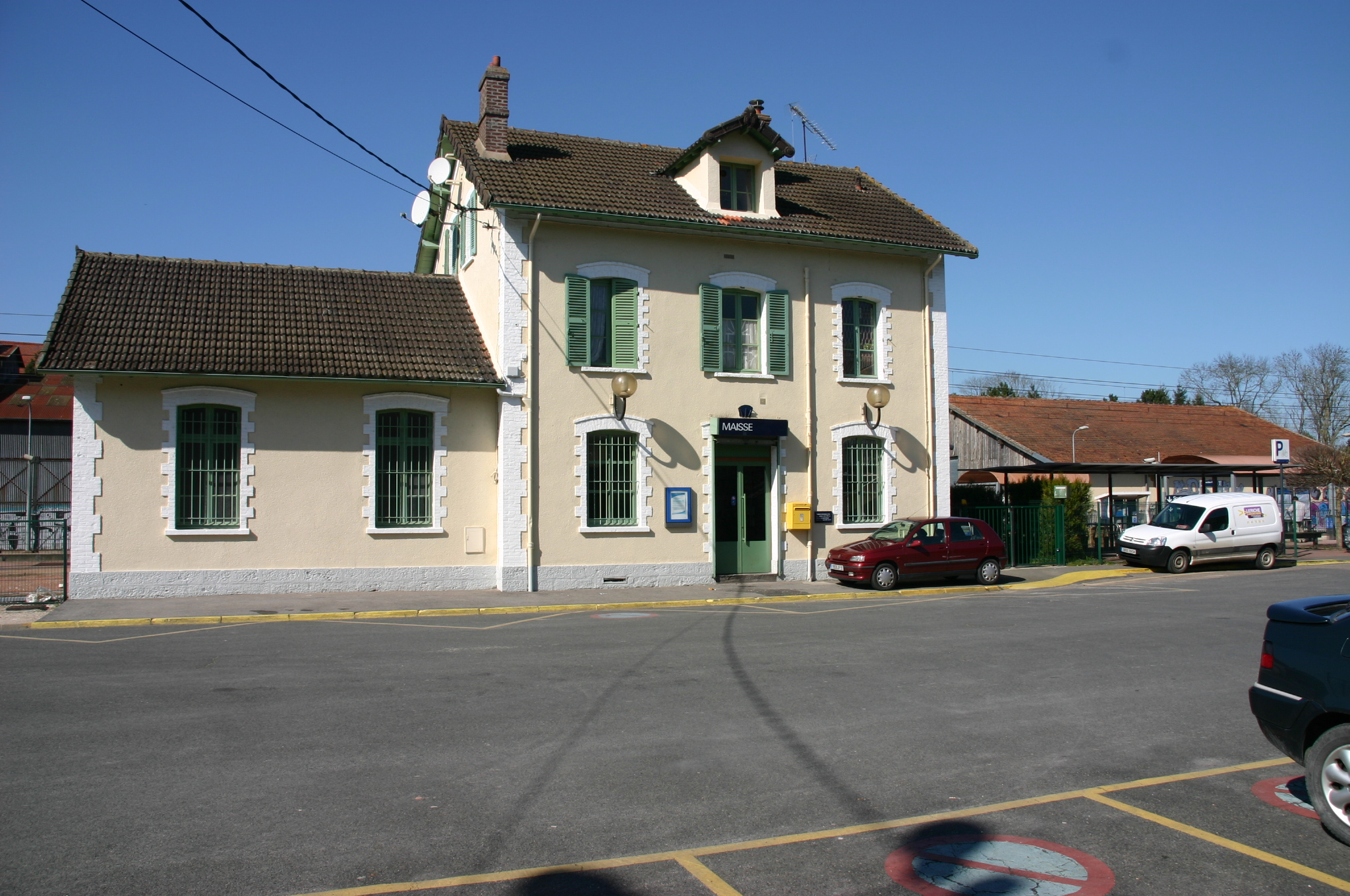
A estação de Maisse.

A comuna tem em seu território a estação de Maisse servida pela linha D do RER.

## Toponímia
Mees, Messes em 1375.
A origem do nome da comuna é pouco conhecido. Ela foi criada em 1793 com o seu nome atual.

## Geminação
Maisse desenvolveu associações de geminação com:
- Morsbach (Alemanha), localizada a 474 km[6].

## Cultura local e patrimônio

### Patrimônio ambiental
As margens do Essonne, o bosque, o gramado calcícola e os campos foram identificados como espaços naturais sensíveis pelo Conselho geral de Essonne.

### Patrimônio arquitetônico
- Uma caverna decorada com gravuras proto-históricas na localidade de Tramerolles foi classificada nos monumentos históricos em 23 de novembro de 1955[8].
- A igreja Saint-Médard foi listada nos monumentos históricos em 28 de setembro de 1926[9].
- Uma cruz de cemitério foi classificado nos monumentos históricos em 16 de novembro de 1965[10].

### Personalidades ligadas à comuna
- Geneviève Dormann e seus pais, Alice e Maurice Dormann buscar refúgio aí de 1943 a 1944.